# Saint-Hilaire-de-Lavit
Saint-Hilaire-de-Lavit là một xã ở tỉnh Lozère trong vùng Occitanie, phía nam nước Pháp.